# Mário Marques Coelho
Mário Marques Coelho (Rio de Janeiro, 24 maart 1957) is een Braziliaans voormalig voetballer en trainer.

## Biografie
Hij begon zijn carrière bij Fluminense, waarmee hij in 1980 het Campeonato Carioca won. In 1982 maakte hij de overstap naar Bangu, de zesde club van Rio de Janeiro, die in deze tijd een heropleving beleefde. Hij werd wel uitgeleend aan Goiás en Vasco da Gama, maar speelde wel in het team dat in 1985 de finale om de landstitel bereikte tegen Coritiba. Na 1-1 en verlengingen werden er strafschoppen genomen. Marques en vier ploegmaats trapten alles binnen, maar dat deden die van Coritiba ook waardoor er aan een nieuwe reeks begonnen werd. Ado miste terwijl Gomes wel raak trof voor Coritiba en zo de club genoegen moest nemen met een vicetitel. Van 1986 tot 1988 speelde hij voor het Portugese Sporting Lissabon en beëindigde zijn carrière bij Estrela da Amadora.
Na zijn spelerscarrière werd hij trainer, veelal van kleinere clubs.